# Natalia Yakushenko
Natalia Yakushenko, née le 2 mars 1972 à Kiev, est une  lugeuse ukrainienne. Au cours de sa carrière, elle a remporté deux médailles de bronze aux Championnats du monde, une en équipe mixte en 1990 avec l'Union soviétique et une en 2009 en individuel avec l'Ukraine (première médaille de l'Ukraine dans cette compétition).

## Palmarès
| Compétitions / Année    | Compétitions / Année    | 2004 | 2005 | 2006 | 2007 | 2008 | 2009 | 2010 |
| ----------------------- | ----------------------- | ---- | ---- | ---- | ---- | ---- | ---- | ---- |
| Jeux olympiques d'hiver | Jeux olympiques d'hiver | -    | -    | Ab.  | -    | -    | -    | 11e  |
| Championnats du monde   | Ind.                    | 11e  | 5e   | -    | 6e   | 4e   | 3e   | -    |
| Championnats du monde   | Mixte                   | -    | -    | -    | -    | -    | -    | -    |
| Championnats d'Europe   | Championnats d'Europe   | 10e  | -    | 4e   | -    | 14e  | -    | -    |
| Coupe du monde          | Coupe du monde          | 15e  | 6e   | 7e   | 5e   | 6e   | 5e   |      |